# Línea R7
La línea R7 de Rodalies de Catalunya es una línea de cercanías "lanzadera" que discurre entre las estaciones de Cerdanyola Universitat y Barcelona-San Andrés Arenal. Esta línea tenía como novedad el aprovechamiento, en la mayor parte de su recorrido, del ramal de mercancías entre El Papiol-Mollet entre Sardañola del Vallés y Castellbisbal, para allí enlazar con la línea de Villafranca hasta Martorell. Desde el día 26 de junio de 2011 la línea se halla modificada y reducida por la llegada de la línea R8 Martorell – Granollers Centro. Fue inaugurada el 16 de mayo de 2005 y puesta en servicio el 23 de mayo de 2005, su recorrido original discurría entre Hospitalet de Llobregat y Martorell.
El tramo que discurre a partir de Cerdanyola Universitat en el ramal de mercancías cuenta en su totalidad con vía doble electrificada, compartiendo su recorrido con los servicios de mercancías provenientes del puerto de Barcelona a través del ramal Puerto-Papiol. El único problema que sufre esta línea es que en su recorrido tiene un pequeño cuello de botella entre las estaciones de Sardañola Universidad y Sardañola del Vallés, puesto que la línea se desvía por un ramal de vía única que permite que pueda acceder del ramal mercantil El Papiol-Mollet a la R-4 norte (Barcelona-Manresa).
El futuro de esta línea pasa por su reconversión a línea circular con punto de inflexión en la estación de Hospitalet de Llobregat, con lo cual dejará de circular hasta Martorell, además en obras la colocación de un tercer carril para dar salida a mercancías en ancho UIC en el ramal El Papiol-Mollet.
Por la inauguración de la línea R8 de cercanías, esta línea empieza en San Andrés Arenal y acaba en Cerdanyola-Universitat.

## Características
Transporta 1,9 millones de pasajeros al año. Hay una media de 8.140 viajeros en día laborable y circulan una media de 67 trenes cada día laborable de la serie 447. Cuenta con un total de 13,5 kilómetros de longitud y hace parada a 7 estaciones. Tiene conexiones con las líneas R3, R4 y R8 y servicios regionales de Rodalies de Catalunya y metro de Barcelona. Las estaciones terminales son San Andrés Arenal al sur, y al norte lo es Cerdanyola Universitat.
El servicio transcurre principalmente por las siguientes líneas de ferrocarril:
- Línea Castellbisbal / el Papiol - Mollet, en el tramo entre Castellbisbal y Cerdanyola Universitat.
- Línea Barcelona-Lleida-Zaragoza, en el tramo entre Cerdanyola del Vallès y Barcelona.

## Estaciones
Hay una estación de la línea que está incluida en el Inventario del Patrimonio Arquitectónico de Cataluña: Cerdanyola del Vallès.
| Estación                        | Municipio            | Correspondencias | Zona RENFE | Zona ATM |
| ------------------------------- | -------------------- | ---------------- | ---------- | -------- |
| Cerdanyola Universitat          | Sardañola del Vallés |                  | 3          | 2C       |
| Cerdanyola del Vallès           | Sardañola del Vallés |                  | 2          | 2C       |
| Montcada i Reixac - Santa Maria | Moncada y Reixach    |                  | 1          | 1        |
| Montcada i Reixac - Manresa     | Moncada y Reixach    |                  | 1          | 1        |
| Montcada Bifurcació             | Moncada y Reixach    |                  | 1          | 1        |
| Torre Baró                      | Barcelona            |                  | 1          | 1        |
| San Andrés Arenall              | Barcelona            |                  | 1          | 1        |